# Frankie Yale
 (mars 2022).
Si vous disposez d'ouvrages ou d'articles de référence ou si vous connaissez des sites web de qualité traitant du thème abordé ici, merci de compléter l'article en donnant les références utiles à sa vérifiabilité et en les liant à la section « Notes et références ».
Francesco Ioele (dit Frankie Yale), né à Longobucco (Calabre, Italie) en 1893 et mort assassiné en 1928, était un membre du gang des Five Points à Manhattan mené par Johnny Torrio. Quand ce dernier fut appelé à Chicago par son oncle Big Jim Colosimo, Frankie prit la tête du gang, dont la spécialité était le racket.
Le célèbre  Al « Scarface » Capone commença sa carrière sous les ordres de Frankie, auquel il servait de garde du corps ou de videur pour son bar le Harvard Inn. En 1918, Frankie l'envoya à Chicago, pour qu'il se fasse oublier après avoir commis un meurtre.
Frankie servait de tueur à gages aux gangs de Chicago qui appréciaient sa faculté à apparaître et disparaître rapidement. Le 11 mai 1920, il assassina, à la demande de Johnny Torrio, Big Jim Colosimo dans son restaurant, car ce dernier, alors à la tête de la mafia de Chicago, refusait les nouvelles opportunités (trafic d'alcool) présentées par son neveu. En intimidant le principal témoin oculaire, Joe Gabreala, Frankie Yale échappa à toute condamnation. Le 10 novembre 1924, toujours pour le compte de John Torrio, il tua Dean O'Banion, le chef du gang des quartiers nords de Chicago.
Pendant la prohibition, Al Capone, devenu le parrain de l'Outfit de Chicago, chargea Yale de superviser le transport de convois clandestins de bière. Mais nombre de ces convois furent attaqués, et Capone, renseigné par Jim de Amato, soupçonna Yale. Il décida de l'éliminer.
Le 1er juillet 1928, Yale se trouvait dans sa voiture dans la 44e rue à Brooklyn quand il fut mitraillé par des inconnus dans une voiture en sens inverse, identifiés plus tard comme des membres des « American Boys », une équipe de tueurs à la solde de Capone.